# Huon-Halbinsel
Die Huon-Halbinsel (englisch Huon Peninsula) ist eine große Halbinsel an der Ostküste der Insel Neuguinea. Sie bildet den nördlichen Teil der Morobe Province in Papua-Neuguinea. Die Halbinsel wurde nach dem französischen Entdecker Jean-Michel Huon de Kermadec benannt. 

## Lage und Beschaffenheit
Die Huon-Halbinsel wird von der Saruwaged Range beherrscht. Lae, die Hauptstadt der Provinz Morobe befindet sich an der südlichen Seite der Halbinsel. Dort mündet der Markhamfluß in den Huongolf. Die östliche Landspitze der Huonhalbinsel ist Kap Cretin.
Das Huon-Hochland ist mit einem der größten unbewirtschafteten, mit Dacrydium und anderen Steineibengewächsen bestandenen Wälder in der südlichen Hemisphäre bedeckt. Diese sind ein Beispiel für die Nadelwälder des Urkontinents Gondwana. Der natürliche Lebensraum der Region ist abgesehen von einigen Waldverlusten im Süden der Halbinsel und im Gebiet der Buweng Timber Rights Purchase weitgehend intakt.

## Geschichte
In der Nähe von Bobongara Point, nordwestlich von Finschhafen an einem ephemeren, Jo’s Creek genannten Wasserlauf, wurden die ältesten Spuren menschlicher Besiedlung in der Region Südwest-Pazifik gefunden. Die über 100 mehr als 20 cm langen und etwa 1 kg schweren Axtköpfe sind über 40.000 Jahre alt.
Die Halbinsel war ab 1885 Teil der deutschen Kolonie Deutsch-Neuguinea. Zu Beginn des Ersten Weltkrieges im August 1914 besetzten australische Truppen das Land. Es wurde von Australien als Mandat des Völkerbundes unter der Bezeichnung Australian Mandated Territory of New Guinea verwaltet. Das Gebiet war im Zweiten Weltkrieg von 1943 bis 1944 der Kriegsschauplatz der Schlacht um die Huon-Halbinsel. Seit 1975 gehört es zum Unabhängigen Staat Papua-Neuguinea.

## Welterbevorschlag: Küstenterrassen der Huon-Halbinsel – Treppenstufen in die Vergangenheit
Die Küstenterrassen der Huonhalbinsel könnten unter der Bezeichnung: Houn Terraces - Stairway to the Past in die Liste des Welterbes der UNESCO aufgenommen werden. Das Gebiet steht seit 2006 in der Kategorie Gemischte Objekte, die sowohl Kriterien des Kultur- als auch des Naturerbes vereint, auf der Vorschlagsliste (Tentative List) Papua-Neuguineas zum Welterbe. Die Küstenterrassen sind ein bedeutendes Zeugnis der Geschichte der geoklimatischen Verhältnisse der letzten 300.000 Jahren in der Pazifikregion und in der Welt.

## YUS-Naturschutzgebiet
Die KfW Entwicklungsbank finanzierte 2008 mit einem Gesamtprojektvolumen (einschließlich BMU-Förderung) von 4.800.000 € im Auftrag des Bundesministeriums für Umwelt, Naturschutz und Reaktorsicherheit (BMU) ein Naturschutzgebiet mit der Fläche von 76.000 Hektar auf der Huon-Halbinsel. Projektpartner der KfW für das YUS-Naturschutzgebiet auf der Huon-Halbinsel ist die US-Naturschutzorganisation Conservation International, Washington, National Geographic und der Woodland Park Zoo in Seattle. Die Abkürzung YUS steht für die drei Hauptflüsse in der Region – Yupno, Uruwa und Som.
Zur Förderung des Projekts, bei dem sich Naturschutz und ländliche Entwicklung verbinden sollen, wurden im Rahmen der Internationalen Klimaschutzinitiative (IKI) des BMU Mittel aus der Versteigerung von CO2-Emissionsrechten verwendet. Das Projektgebiet gilt als ein bedeutender Kohlenstoffspeicher. Es ist der Lebensraum des nur dort heimischen Matschie-Baumkängurus.
Die YUS-Region umfasst dreizehn Dorfbezirke mit etwa 10.000 Bewohnern, die drei Sprachgruppen angehören. Die Menschen betreiben Landwirtschaft und Jagd für ihren Eigenbedarf. Im Rahmen des Projektes verpflichteten sich die lokalen Gemeinschaften und Kommunen zur nachhaltigen Nutzung von Wäldern und zum Schutz von Artenreichtum. Im Gegenzug erhalten sie medizinische Versorgung und Bildungsleistungen.